# Cynanchum bisinuatum
Cynanchum bisinuatum är en oleanderväxtart som beskrevs av Jumelle och Perrier. Cynanchum bisinuatum ingår i släktet Cynanchum och familjen oleanderväxter. Inga underarter finns listade i Catalogue of Life.